# Janina Heydzianka-Pilatowa
Janina Heydzianka-Pilatowa (ur. 20 listopada 1905 w Kaczyce, zm. 24 października 1986 w Londynie) – polska filolog, językoznawczyni. 

## Życiorys
W 1920 rozpoczęła studia na Wydziale Filologii Polskiej Uniwersytetu Jana Kazimierza we Lwowie. Do grona jej wykładowców należeli prof. Henryk Karol Gaertner, Andrzej Gawroński, Juliusz Kleiner oraz Tadeusz Lehr-Spławiński, który wywarł na Janinę Heydziankę największy wpływ. Zajmując się badaniem mowy Słowian połabskich i pomorskich sprawił, że tym kierunkiem zainteresowała się jego studentka. W 1925 Heydzianka ukończyła studia na Wydziale Humanistycznym Uniwersytetu Jana Kazimierza we Lwowie. Pierwszy artykuł pt. Niemieckie wyrazy złożone w języku połabskim opublikowała w tomie III/IV Slavia Occidentalis, w tomie VI znalazło się jej opracowanie dotyczące szczątkowej składni połabskiej. W 1926 poślubiła Kazimierza Pilata, a rok później uzyskała stopień doktora. Równocześnie pracowała jako nauczycielka, kolejny artykuł pt. Słownictwo połabskie w zakresie uprawy lnu ogłosiła po wieloletniej przerwie w 1934, w tym samym roku została członkiem Komisji Językowej Polskiej Akademii Umiejętności. W 1940 została deportowana na Ural, znalazła się w Kirgizji, gdzie organizowała szkolnictwo dla polskiej młodzieży, za co odznaczono ją  Srebrnym Krzyżem Zasługi z Mieczami. W 1943 razem z Armią Andersa przeszła szlak bojowy do Mandatu Palestyny, w stopniu kapitana służyła w Polskiej Wojskowej Służbie Kobiet oraz pracowała w wydawnictwie Armii Polskiej na Wschodzie. Podczas ewakuacji wojsk alianckich znalazła się w Londynie, gdzie zaangażowała się w działalność Polskiego Uniwersytetu Na Obczyźnie, została uhonorowana tytułem doctora honoris causa. Należała do Towarzystwa Miłośników Języka Polskiego, od 1983 była członkiem honorowym. Pod koniec życia praktycznie utraciła zdolność widzenia. Zmarła 24 lub 26 października 1986 w Londynie. Zgodnie z ostatnią wolą jej prochy sprowadzono do Polski i pochowano na Cmentarzu Grabiszyńskim we Wrocławiu.

## Publikacje na emigracji
- Poglądy B. Malinowskiego na rolę języka w kulturze /1950/
- Problemy językowe w pracach Bronisława Malinowskiego /1956/
- Kilka uwag o „obczyźnie” /1956/
- Nazwy pór roku w języku połabskich Drzewian /1957/
- Język polski jako element kultury narodowej /1961/
- Określenia czasu w języku Drzewian połabskich:
  - Cz. I Słońce i księżyc /1967/
  - Cz. II. Nazwy pór roku /1968/
  - Cz. III Tydzień, Cz. IV Nazwy dni tygodnia Cz. V Nazwy miesiąca /1973/
- Przebieg wynarodowienia Drzewian połabskich w świetle kroniki chłopskiej Jana Parum Schultzego /1980/